# Rhamphinion
Rhamphinion (nombre que significa "pico nuca"; del griego rhamphos, "pico"  que es un término frecuente en los nombres de los "ranforrincoides", y por el hecho que los restos de este animal vienen de la parte posterior del cráneo, es decir la "nuca" o inion) es un género extinto de pterosaurio que vivió entre el Sinemuriano hasta mediados del Pliensbachiano en el Jurásico Inferior, en la formación Kayenta del noreste de Arizona, Estados Unidos.
La especie tipo, Rhamphinion jenkinsi, fue descrita y nombrada en 1984 por Kevin Padian, basándose en el holotipo MNA V 4500, in cráneo parcial que incluye la región occipital, un yugal izquierdo parcial, un fragmento de la mandíbula inferior incluyendo dos dientes preservados y la impresión de un tercero, y otro fragmento que no pudo ser identificado. El nombre de la especie honra al descubridor del fósil, Farish Alston Jenkins Jr. Por entonces, éste era el más antiguo ejemplar de pterosaurio conocido en el Hemisferio Occidental. Padian no lo asignó a ninguna familia o suborden dentro de Pterosauria, pero notó que el yugal era distinto al de los pterodactiloides, y por lo tanto pudo haber pertenecido a un "ranforrincoide", es decir a un pterosaurio basal. Un hueso del ala de otro pterosaurio de la misma formación, hallado en 1981, puede también pertenecer a un "ranforrincoide", con una envergadura de cerca de 1.5 metros. Peter Wellnhofer concordó que una identidad como un "ranforrincoide" era muy probable, pero David Unwin fue más vacilante al clasificar a estos restos fragmentarios en su libro The Pterosaurs: From Deep Time, notando que sólo son una "especie posiblemente válida de relaciones inciertas."